# Osteoglossum
Osteoglossum é  um gênero de peixe na família Osteoglossidae. O género contém 2 espécies:O Aruanã-prateado (Osteoglossum bicirrhosum)
e o Aruanã-negro (Osteoglossum ferreirai).